# Иткара (река)
Иткара — река в России, протекает по Яшкинскому району Кемеровской области. Устье реки находится в 149 км по правому берегу реки Томь, в деревне Иткара. Длина реки составляет 14 км. Приток — Малая Иткара.

## Данные водного реестра
По данным государственного водного реестра России относится к Верхнеобскому бассейновому округу, водохозяйственный участок реки — Томь от города Кемерово и до устья, речной подбассейн реки — Томь. Речной бассейн реки — (Верхняя) Обь до впадения Иртыша.